# Peixe palhaço mauriciano
O peixe palhaço mauriciano (Amphiprion chrysogaster), também conhecido como peixe palhaço de Maurício, peixe palhaço de peito amarelo ou peixe anêmona de Maurício, é uma espécie de peixe palhaço que é endêmico das Ilhas Maurício, no Oceano Índico Ocidental. Raramente é visto sendo vendido como peixe ornamental de água-salgada.

## Aparência

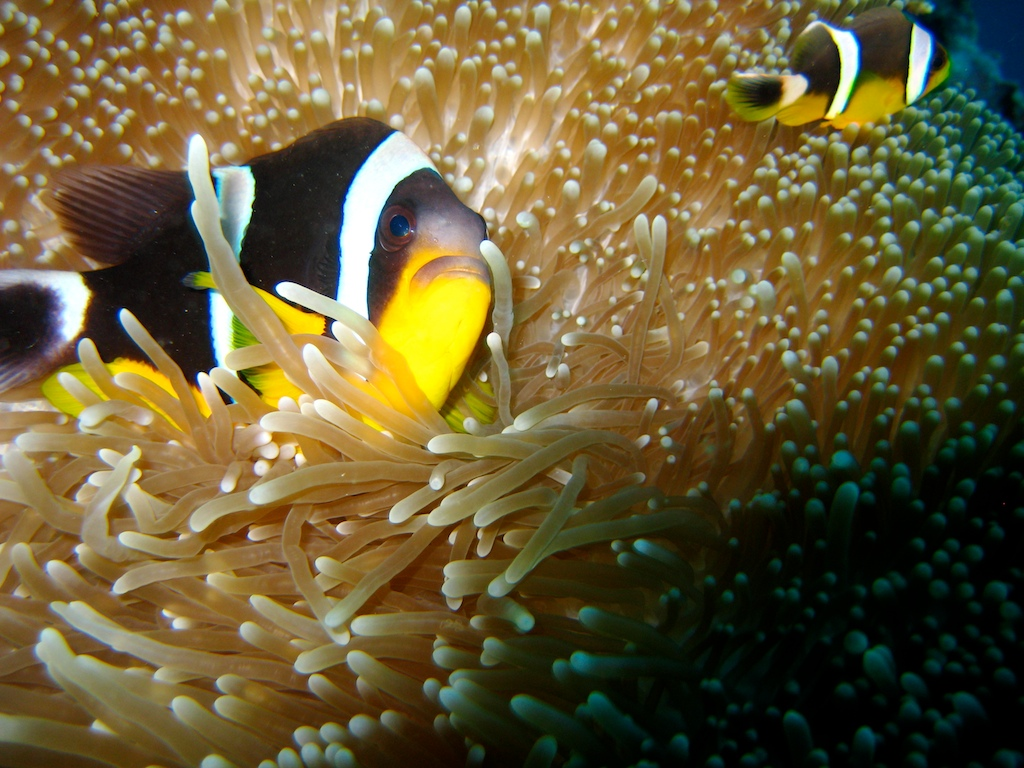
Peixe palhaço de Seychelles (Amphiprion fuscocaudatus)

Um peixe palhaço que pode chegar à medir 15 cm, possui três listras brancas na vertical, sua barriga e barbatana peitoral são amarelos, e seu corpo é preto. Comumente é confundido com o peixe palhaço de Seychelles (Amphiprion fuscocaudatus), mas é fácil de identificar, o peixe palhaço de Seychelles tem um contorno branco na cauda, já o peixe palhaço mauriciano possui a cauda toda preta.

## Biologia
Assim como os outros peixes palhaço (Amphiprioninae), vivem associados à anêmonas em recifes de corais costeiros. Durante a época de reprodução, o macho cuida e oxigena os ovos até eclodirem, a fêmea rodeia a anêmona e à protege de predadores. As fêmeas são maiores que os machos.

### Anêmonas hospedeiras
O peixe palhaço mauriciano tem preferencia de viver associado à seguintes espécies de anêmonas:
- Heteractis magnifica
- Stichodactyla haddoni
- Stichodactyla mertensii

## Em aquário

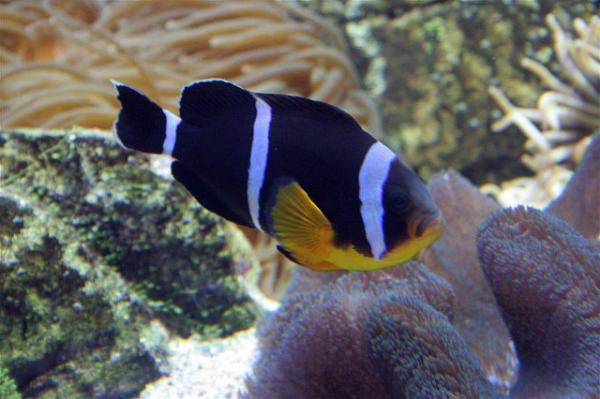
Exemplar em cativeiro.

É um peixe de difícil manutenção. É reef safe (seguro para corais) e é recomendado aquários de 53 litros para manter essa espécie. Normalmente pode-se ter apenas um par por aquário, pois é muito territorial em relação à sua própria espécie ou à espécies semelhantes. Às vezes, pode-se manter com sucesso uma fêmea e vários machos.